# 古庄站 (德島縣)
古庄站（日语：／ Furushō eki */?）是位於德島縣那賀郡羽之浦町古庄（現時：阿南市羽之浦町古庄），日本國有鐵道（國鐵）牟岐線（貨物支線）的鐵路車站（廢站）。

## 歷史

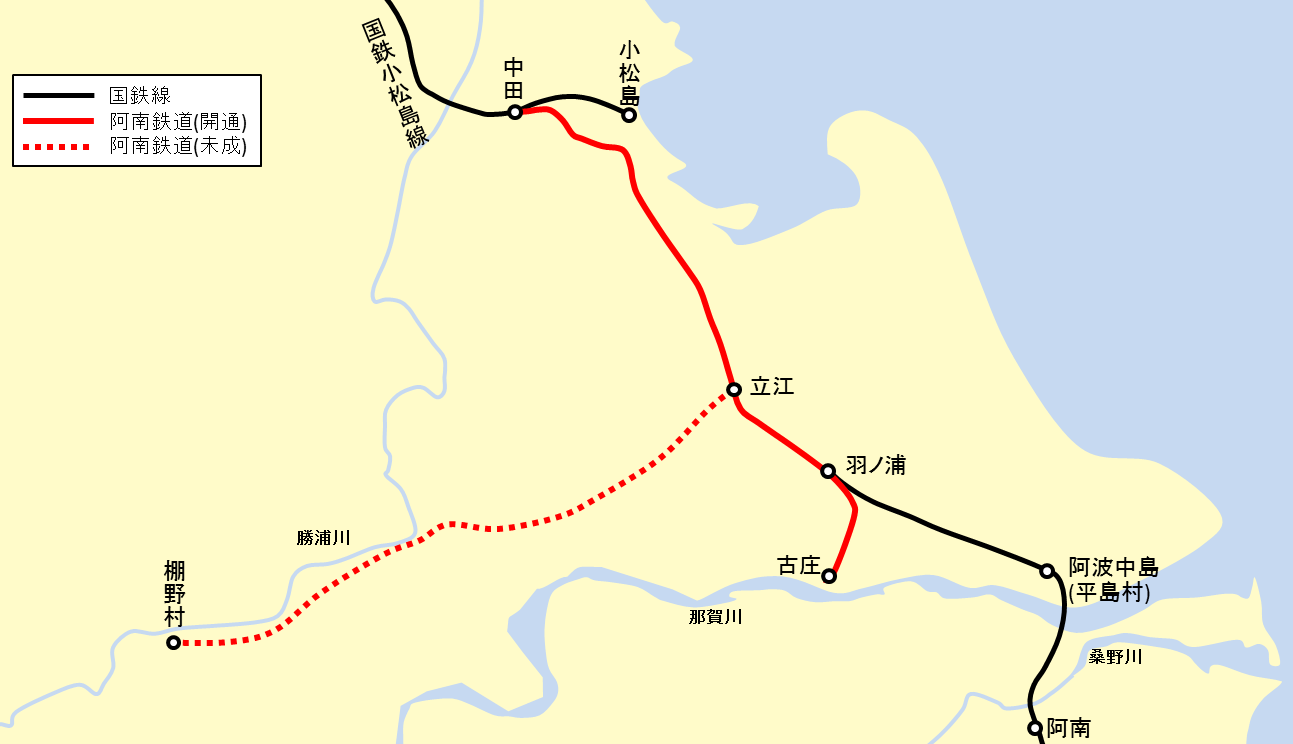
阿南鐵道已開通部分與未成線的路線圖，以及周邊的國鐵線路線圖。在國有化之際，羽之浦至古庄之間結束客運業務，變為貨運支線，後來德島至中田之間編入為牟岐線。後來羽之浦至古庄之間的貨物支線被廢除後，剩下中田至小松島之間的小松島線在國鐵末期也被廢除。

相對於德島縣北部，德島縣南部的鐵路建設在較遲才開展。為此，在1912年（大正元年）阿南電氣鐵道（後來改名為阿南鐵道）成立，並計劃建設鐵路線連接中田站至新野村（後來成為阿南市新野町）之間。但是由於沒有包括資金建設橋樑以跨越那賀川，因此便把計劃變更，從新野町改以古庄站作為終點站，該路線在1916年（大正5年）12月15日開通。在開通後，古庄站成為了轉乘站，乘客可於該處轉乘巴士前往那賀奧方向和富岡方向，古庄站對出設有站前廣場、商店和旅館，使該變得繁榮。另外在古庄站附近的那賀川旁是木材、煤炭、柴和新茶等的集散地，這些資源都是來自上流地方。在河流上十分多木筏來來往往，在該處的劇場和料理屋十分熱鬧。
但是在1936年（昭和11年）3月27日，國鐵牟岐線開通，該線從此站的一個站前羽之浦站分支出來，使古庄站至羽之浦站倫為支線，古庄站成為支線的終點站。在同年7月1日，阿南鐵道被國有化，羽之浦至古庄之間的客運業務被廢除，成為貨物線。古庄站成為國鐵牟岐線貨物支線的車站。使交通樞紐進一步向南移動。在第二次世界大戰中的1943年（昭和18年）7月1日，由於戰爭惡化使車站暫停營業，把路軌撤走以提供鋼材。在1953年（昭和28年）5月10日，路線與車站一度重開。在1961年（昭和36年）4月1日，國鐵由於貨物合理化使廢除此站。

### 年表
- 1916年（大正5年）12月15日：阿南鐵道（日语：阿南鉄道）開設此站[2]。
- 1936年（昭和11年）7月1日：阿南鐵道被國有化。成為鐵道省車站。同時結束客運業務，變為只有貨運業務[2]。
- 1943年（昭和18年）7月1日：車站暫停營業[2]。
- 1953年（昭和28年）5月10日：車站重開[2]。
- 1961年（昭和36年）4月1日：車站被廢除[2]。

## 現況
在古庄站廢除後，遺址建設了消防團倉庫等建設。另外，站前廣場現時還存在，仍然被通稱為「站前」。
- 德島縣道130號大林津乃峰線（日语：徳島県道130号大林津乃峰線）（舊國道55號（日语：国道55号））
- 德島巴士（日语：徳島バス）古庄巴士站
- 阿波銀行（日语：阿波銀行）古庄出張所（ATM）

## 其他
在1922年制定的改正鐵道敷設法別表第107號中，阿佐線在當時德島一端的終點站是在此站。

## 相鄰車站
日本國有鐵道
牟岐線（貨物支線）
羽之浦－古庄

## 注腳
1. 1 2 3 4 5 6 7  . 德島新聞. 2007-06-11  [2015-02-11]. （原始内容存档于2015-02-10） （日语）.
2. 1 2 3 4 5 6 7 8 9  《停車場変遷大事典 国鉄・JR編》2卷 JTB p.662
3. ↑  . 德島新聞.   [2015-02-11]. （原始内容存档于2015-02-10） （日语）.
4. ↑  《停車場変遷大事典 国鉄・JR編》2卷 JTB p.660
5. ↑  . 國土地理院. 1947-11-14  [2017-05-14].
6. ↑  . 國土地理院. 1953-04-01  [2017-05-14].
7. ↑  . 國土地理院. 1953-04-01  [2017-05-14].

## 相關項目
- 日本鐵路車站列表 Fu

## 外部連結
- 阿波學會研究紀要第41號 牟岐線開通和山田隆二翁 （页面存档备份，存于）（日語） - 德島縣立圖書館數碼存檔